# Savage Arms Company

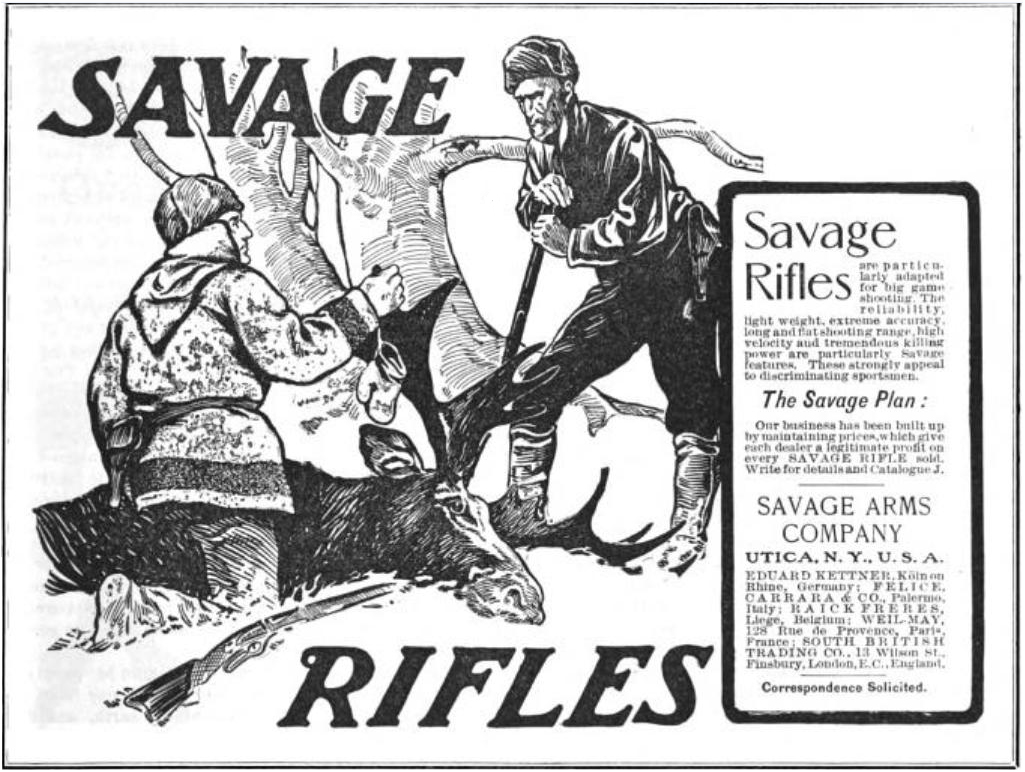
Reklam för Savage Arms Companys gevär (1904).

Savage Arms Company är en amerikansk tillverkare av skjutvapen. Företaget grundades 1894 av Arthur Savage i Westfield, Massachusetts. Savage är mest känt för bygelrepetergeväret Model 99. Geväret, som inte längre tillverkas, var banbrytande med sin hammerless konstruktion och sitt rullmagasin. Under den första hälften av 1900- talet var Model 99 en av Nordamerikas populäraste studsare för jakt. Vapnet användes bland annat av storviltjägaren och sedermera presidenten Theodore Roosevelt. 
Under första världskriget tillverkade Savage Lewiskulsprutor åt den amerikanska armen, och även under andra världskriget hade man en militär produktion, främst av ammunition.
Efter kriget har man satsat på den civila produktionen av jaktvapen. Kända modeller är cylinderrepeterstudsaren Model 110 och kombinationsgeväret Model 24, den enda kombibock som tillverkas i USA.
Savage ligger bakom många välkända kulpatroner, såsom : 5,6x52R Savage, .250-3000 Savage, .22-250 Remington (trots sitt namn är det en nedstrypt .250-3000 Savage), och .300 Savage. 